# Everybody Dance (Chic-dal)
Az Everybody Dance című dal az amerikai Chic zenekar 1978-ban megjelent kislemez a Chic című stúdióalbumról. A dalban Jean Wright és Luther Vandross, Diva Gray, Robin Clark mint háttér vokál közreműködött. A szerző, gitáros Nile Rodgers szerint ez volt az első Chic számára írt dal, mely történelmi jelentőséggel bír, ugyanis népszerűségének köszönhetően a zenekar élő fellépésein ez a nyitó dal.
A dal zenei alapjait a brit Steps együttes is felhasználta Stomp című dalában, valamint a Manic Sreet Preachers csapat is, (It's Not War) Just the End of Love című dalában is hallani hangmintákat az eredetiből.
A dal hallható A diszkó végnapjai című 1998-ban bemutatott filmdrámában is több klasszikusnak számító dallal együtt, valamint a Grand Theft Auto IV játékban is.

## Megjelenés
A legtöbb Chic dal kislemezen megjelent 12-es verziója szerepelt a stúdióalbumokon, azonban ennek a dalnak a rövidebb változata került fel az albumra. A dal 12-es változatát promóciós lemezen jelentették meg, azonban a dal eme változata még így is széles körben ismert, és kedvelt lett. A kislemez B oldalán található You Can Get By című dal eredeti hosszúságában került fel a maxi lemezre, mint ahogyan az albumon is hallható.
12"  US Atlantic – DSKO 109
- A	Everybody Dance 8:25 Mixed By – Bernard Edwards, Nile Rodgers*, Bob Clearmountain
- B	You Can Get By	5:20

## Slágerlista
| Slágerlista (1977–78)                | Legjobb helyezés |
| ------------------------------------ | ---------------- |
| UK Singles (Official Charts Company) | 9                |
| US Billboard Hot 100                 | 38               |
| US Hot R&B/Hip-Hop Songs (Billboard) | 12               |
| US Dance Club Songs (Billboard)      | 1                |

## Feldolgozások
- 1993-ban RuPaul saját változatát jelentette meg a Supermodel of the World című albumán.[3]
- 1993-ban a brit Evolution diszkócsapat a dal house változatát  jelentette meg a Deconstruction kiadónál. Az extended változat címe Chic Inspiration Mix címmel jelent meg.
- 2007-ben Deborah Cox saját változatát jelentette meg az eredeti vokális változattal. A dal a 17. helyig jutott a Hot Dance Club Songs slágerlistán.
- A dal szerepelt a Rosszcsont Peti: A mozifilm című filmben is 2011-ben.[4]